# Ri plasmid
Det rodinducerende (Ri) -plasmid af Rhizobium rhizogenes (tidligere Agrobacterium rhizogenes) er et plasmid, der er i stand til at gennemgå horisontal genoverførsel af dets transfer DNA (T-DNA), når det kommer i kontakt med en åbning (et sår) i dens plantevært. Ri-plasmidets T-DNA påvirker planteværten på en sådan måde, at genekspression ændres, især med hensyn til plantehormon balancer, metabolisme og visse fænotypiske egenskaber.
Ri-plasmidet klassificeres generelt på baggrund af hvilke opiner der produceres, og fire er blevet beskrevet indtil videre: agropin-, cucumopin-, mannopin- og mikinopintyperne. Mens alle typer Ri-plasmid indeholder T-DNA, indeholder agropinplasmidet både et TL- og et TR-domæne (hhv. "Left and Right" for venstre og højre). TL-DNA'et minder om T-DNA'et fra de andre stammetyper, der indeholder en virulens-region med et sæt virulensgener (vir) gener, opinsyntesegener , rod-onkogene loci (rol) gener (rolA, rolB, rolC og rolD) og en række andre gener med uidentificerede funktioner (åbne læserammer ("open reading frames", ORF'er)). TR-DNA'et ligner T-DNA'et for Ti-plasmid (pTi) fundet i Agrobacterium tumefaciens, og bærer to koder for auxin biosyntese gener (aux1 og aux2), homologe til pTi tms1 og tms2 regionerne.

## Ri-fænotypen
Ved infektion med R. rhizogenes og efterfølgende integration af Ri-plasmidet, udviser værtsplanten fænotypiske karakteristika, der passende kaldes skægrodssygdom med den såkaldte Ri-fænotype. De fænotypiske ændringer omfatter, men er ikke begrænset til, øget, agravitropisk rodvækst og rodhårvækst, forkortede internoder, rynkede blade og reduceret apikal dominans, dværgvækst og tidlig blomstring. Flere af disse fysiske egenskaber er af interesse i kommerciel forædling af gartneri- og landbrugsplanter.
De forskellige rol-gener har vist sig at have forskellige virkninger på deres værtsplante, både når de inkorporeres i plantegenomet separat og i kombination med hinanden; for eksempel har rolA vist sig at udvise hæmmende virkninger på rolB- og rolC-domænerne, og rolC er efterhånden kendt for at kunne på egen hånd inducere dværgvækst i dens plantevært. 